# Holmeja
Holmeja è un'area urbana della Svezia situata nel comune di Svedala, contea di Scania.
La popolazione rilevata nel censimento 2010 era di 239 abitanti .